# Corybas vespertilionis
Corybas vespertilionis är en orkidéart som beskrevs av Pieter van Royen. Corybas vespertilionis ingår i släktet Corybas, och familjen orkidéer. Inga underarter finns listade i Catalogue of Life.